# Konovalove, Hadeaci
Konovalove (în ucraineană Коновалове) este un sat în comuna Seredneakî din raionul Hadeaci, regiunea Poltava, Ucraina.

## Demografie
Componența lingvistică a localității Konovalove
     Ucraineană (99,14%)
     Alte limbi (0,86%)
Conform recensământului din 2001, majoritatea populației localității Konovalove era vorbitoare de ucraineană (99,14%), existând în minoritate și vorbitori de alte limbi.